# 브라이언 크리스토퍼

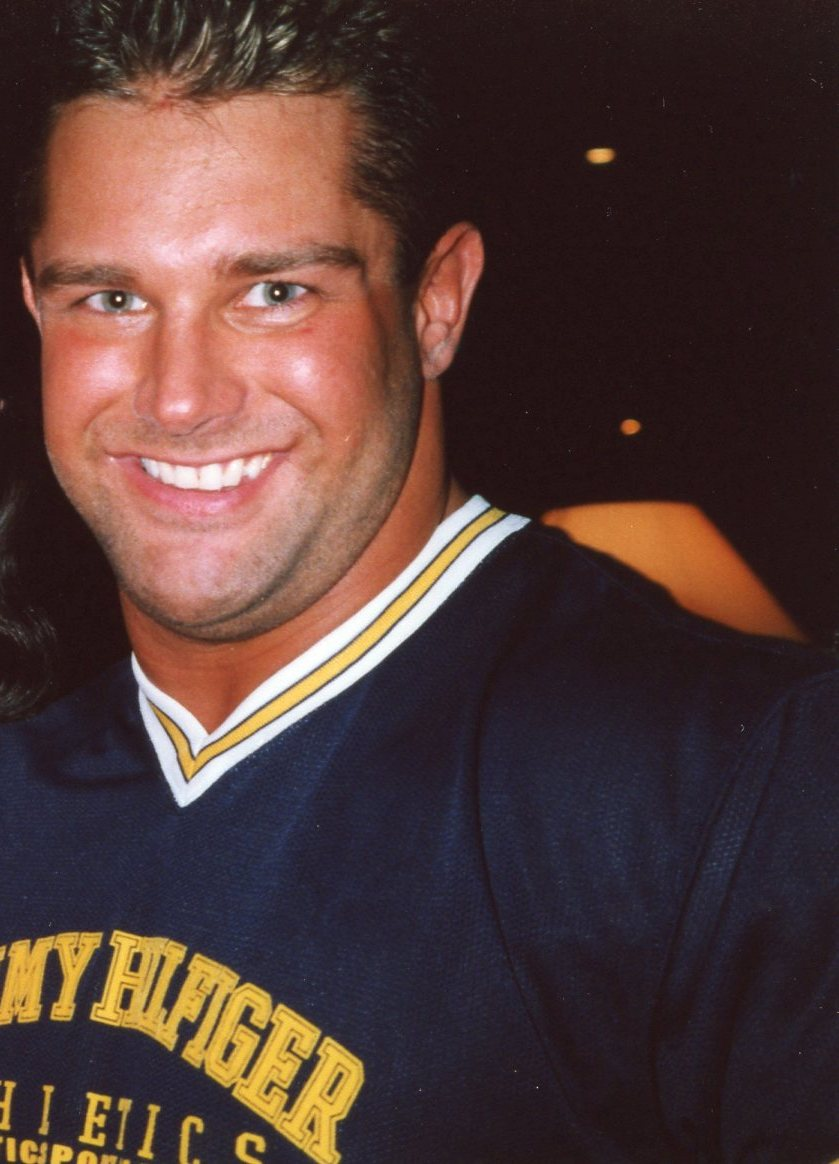
브라이언 크리스토퍼

브라이언 롤러(Brian Lawler)는 WWF 링네임은 브라이언 크리스토퍼(Brian Christopher) / 그랜드 마스터 섹세이(Grand Master Sexay)다. 본명은 브라이언 크리스토퍼 롤러(영어: Brian Christopher Lawler, 1972년 1월 10일 ~ 2018년 7월 29일)는 미국의 남자 프로레슬링선수다. 아버지는 제리 롤러다. 키는 177cm 몸무게는 97kg이다. 피니쉬는 힙합 드롭/Hiphop Drop(다이빙 레그 드롭/Diving leg drop), 섹세이 투 페이스버스터/Sexay To Facebuster(풀 넬슨 페이스버스터/Full nelson facebuster)로 사용을 한다. 시그니처 기술은 런닝 슈퍼킥/Running superkick, 런닝 리버스 STO/Running reverse STO, 스냅 파워밤/Snap powerbomb으로 사용을 한다. 2018년 7월 29일, 갑자기 음주운전과 폭행 등으로 체포되었고 결국은 자살하면서 사망한다. 당시 향년 나이는 47세
- HPW 월드 태그팀웨이트 챔피언 1회 - 더그 길버트 (1회)
- LAW 월드 헤비웨이트 챔피언 1회
- MSW 월드 주니어 헤비웨이트 챔피언 1회
- 월드 멤피스 레슬링 서든 헤비웨이트 챔피언 1회
- 월드 멤피스 레슬링 텔레비전 헤비웨이트 챔피언 1회
- NWA 월드 노스 아메리칸 태그팀웨이트 챔피언 1회 - 스펠바인더 (1회)
- 뉴 월드 사우드 헤비웨이트 챔피언 1회
- PCW 월드 라이트 헤비웨이트 챔피언 1회
- PPW 월드 텔레비전 헤비웨이트 챔피언 1회
- 랭크트 넘버 367 오브 더 탑 베스트 싱글즈 레슬링 PWI 이열즈 인 2013
- UCW 월드 태그팀웨이트 챔피언 1회 빌리 잭
- USWA 월드 헤비웨이트 챔피언 26회
- USWA 월드 주니어 헤비웨이트 챔피언 1회
- USWA 월드 서든 헤비웨이트 챔피언 8회
- USWA 월드 텍사스 헤비웨이트 챔피언 1회
- USWA 월드 태그팀웨이트 챔피언 6회 - 빅 블랙 도그 (1회), 스코티 앤서니 (1회), 제프 제럿 (2회), 에디 길버트 (1회), 올피 디 (1회)
- GWF 월드 라이트 헤비웨이트 챔피언 1회
- WWE 월드 태그팀웨이트 챔피언 (구 버전) 1회 - 스코티 투 호티 (1회)